# لونار
لونار (به انگلیسی: Lonar) یک زیستگاه انسانی در هند است که در ناحیه بولدانا واقع شده‌است.

## خصوصیات
لونار ۲۰٬۰۸۲ نفر جمعیت دارد و ۵۶۳ متر بالاتر از سطح دریا واقع شده‌است.